# مهسا محب‌علی
مهسا محب‌علی (متولد ۲۱ مرداد ۱۳۵۱ در تهران)، نویسنده و منتقد ادبی اهل ایران است.

## فعالیت ادبی
محب‌علی در دانشکدۀ هنرهای زیبای دانشگاه تهران در رشتۀ موسیقی تحصیل کرده است. او از نویسندگان نسل سوم ادبیات داستانی ایران محسوب می‌شود. داستان‌نویسی را از کارگاه‌های رضا براهنی در دههٔ ۱۳۶۰ آغاز کرده است. وی در سال‌های اخیر چند دوره کارگاه داستان‌نویسی برگزار کرده است. محبعلی برندهٔ دو دورهٔ جایزهٔ بنیاد گلشیری برای مجموعه داستان «عاشقیت در پاورقی» و رمان «نگران نباش» است. وی هم‌چنین برای رمان نگران نباش جایزهٔ نویسندگان و منتقدان مطبوعات را نیز دریافت کرده است.

محب‌علی در سال ۲۰۱۳ به دعوت دانشگاه آیووا در برنامهٔ نویسندگی بین‌المللی شرکت کرد و مقالهٔ «تعریفی نوین از جنسیت» را در این برنامه ارائه داد. وی همچنین داستان کوتاه «مسیح مرمرین من» را برای مجموعهٔ «تهران نوآر» نوشت که این مجموعه به ترجمه و ویراستاری سالار عبده توسط انتشارات آکاشیک در آمریکا به چاپ رسید. مهسا محب‌علی یکی از نویسندگان سایت on the map است که زیر نظر دانشگاه آیووا فعالیت می‌کند.
محبعلی در نوشتن چندین فیلمنامه نیز مشارکت داشته است؛ از جمله «دوران عاشقی» ساختۀ علیرضا رییسیان که توانسته جایزه سیمرغ بلورین بهترین فیلمنامه و جایزه بهترین فیلم از جشنوارۀ شهر را نیز کسب کند. نویسندگی مشترک در فیلم «۱۹» ساختۀ منیژه حکمت نیز از دیگر آثار مهسا محبعلی به‌شمار می‌رود که در جشنوارۀ فیلم «فراتر از زندگی فراتر» در تورین ایتالیا جایزۀ بهترین فیلم، کارگردانی و فیلمنامه را از آن خود کرده است.
وی همچنین نویسندۀ بخش‌هایی از سریال مسافران به کارگردانی رامبد جوان بوده است و در نگارش فیلمنامۀ فیلم مستند «میخانه، خانه‌ای برای پدربزرگم» با مهدی شبانی همکاری داشته است.

### مجموعه داستان
- صدا، انتشارات خیام، ۱۳۷۷.
- عاشقیت در پاورقی، نشر چشمه، ۱۳۸۳.

### رمان
- «نفرین خاکستری»، انتشارات افق، ۱۳۸۱.[۴]
- «نگران نباش»، نشر چشمه، ۱۳۸۷.[۵]
- «وای خواهیم ساد»، نشر زریاب (افغانستان)، ۱۳۹۵.[۶]

## ترجمۀ آثار
رمان «نگران نباش» توسط رباب محب به زبان سوئدی ترجمه شده و توسط نشر ادیلبریس به چاپ رسیده است. هم‌چنین در سال ۱۳۹۴ ترجمۀ ایتالیایی این رمان با ترجمهٔ جاکومو لنگی، توسط نشر «پونته ۳۳» در ایتالیا منتشر شد. «نگران نباش» همچنین در سال ۲۰۲۲ در ایالات متحدۀ آمریکا به زبان انگلیسی توسط نشر فمنیست‌پرس با ترجمۀ مریم رحمانی به چاپ رسید و در همان سال به عنوان یکی از برگزیدگان کتاب سال مجلۀ معتبر نیویورکر شناخته شد. این کتاب در سال ۲۰۲۳ نیز توسط نشر لا کروز به زبان فرانسوی ترجمه و منتشر شد.

## جایزه‌ها
- رمان «نفرین خاکستری»
  - نامزد بهترین رمان سال در جایزهٔ ادبی یلدا
- مجموعه داستان «عاشقیت در پاورقی»
  - برنده بهترین مجموعه داستان سال – پنجمین دوره جایزه هوشنگ گلشیری
  - داستان عاشقیت در پاورقی از همین مجموعه به عنوان تک داستان برگزیده توسط داوران بنیاد گلشیری برای نقش ۸۴ انتخاب شد.
  - نامزد بهترین مجموعه داستان سال – جایزه منتقدان و نویسندگان مطبوعات
  - داستان «هفت پاره دانای کل» از همین مجموعه - جزو داستان‌های برتر سال جایزه مهرگان ادب (پکا)
  - نامزد بهترین مجموعهٔ دهه در جایزه منتقدان و نویسندگان مطبوعات

این مجموعه داستان در سال ۱۳۸۳ سه بار تجدید چاپ شده و از چاپ چهارم آن در ایران جلوگیری شد.
- رمان «نگران نباش»
  - برندهٔ بهترین رمان سال ۱۳۸۷ جایزه منتقدان و نویسندگان مطبوعات
  - برندهٔ بهترین رمان سال ۱۳۸۷ جایزه هوشنگ گلشیری[۹]
  - نامزد بهترین رمان سال ۱۳۸۷ (جایزه روزی روزگاری)
  - نامزد بهترین رمان سال ۱۳۸۷ (مهرگان ادب) جایزهٔ کتاب‌خانه صدیقه دولت‌آبادی به عنوان برگزیدهٔ نسل سوم زنان داستان‌نویس (۱۳۸۶)
- فیلمنامه:
- جایزه سیمرغ بلورین بهترین فیلمنامه برای فیلمنامه مشترک «دوران عاشقی»
- جایزه مشترک فیلمنامه در جشنواره فیلم «فراتر از زندگی فراتر» در تورین ایتالیا برای فیلمنامه «۱۹»

## داوری‌ها
- داوری سومین دورهٔ جایزهٔ یلدا، ۱۳۸۳.
- داوری هفتمین جشنوارهٔ داستان‌نویسان غرب کشور، ۱۳۸۴.
- داوری سومین جشنوارهٔ داستان کوتاه لرستان، ۱۳۸۴.
- داوری دورهٔ ششم جایزهٔ ادبی بنیاد گلشیری، ۱۳۸۵.
- داوری هفتمین دورهٔ جایزهٔ نویسندگان و منتقدان مطبوعات، ۱۳۸۵.
- داوری جشنوارهٔ داستان‌های کوتاه ایرانی مشهد، ۱۳۸۶.
- داوری دومین دورهٔ جایزهٔ داستان کوتاه شهر کتاب، ۱۳۸۶.
- داوری نهمین دورهٔ جایزهٔ نویسندگان و منتقدان مطبوعات، ۱۳۸۷.
- داوری جایزهٔ ادبی بیهقی، ۱۳۹۱.
- داوری دو دوره جایزۀ داستان فرشته، سال‌های ۹۵ و ۹۶.
- داوری ۳ دوره جایزۀ داستان ارغوان، سال‌های ۹۷ و ۹۸ و ۹۹.